# Michael F. Rohde
Michael F. Rohde (* 20. März 1958) ist ein deutscher Lichtplaner, Architekt und Geschäftsführer eines Lichtplanungsbüros mit Sitz in Berlin.

## Leben
Michael F. Rohde studierte an der Universität Karlsruhe Architektur und absolvierte sein Diplom im Jahre  1987. Danach arbeitete er drei Jahre lang als Architekt in Mannheim bei Carlfried Mutschler. Nach seinem Aufbaustudium, gefördert durch ein Stipendium der Siemens AG, erhielt er 1992 seinen Abschluss als Master of Science in „Light and Lighting“ an der Bartlett School of Architecture in London. Nach Jahren Mitarbeit im Leuchtenwerk der Siemens AG, gründete er im Jahre 1998 seine Firma L-Plan Lichtplanung. Das Unternehmen gestaltet Licht für Museen, Sakralbauten, Repräsentationsbauten, Büro- und Verwaltungsgebäude, Verkehrsbauwerke, Verkaufsräume, Hotels und Gastronomie, Medienfassaden und Außenräume.
Er ist Mitglied der IALD (International Association of Lighting Designers) und der
PLDA (Professional Lighting Designers Association).
Im Jahr 2006 erhielt er den Ruf zur Professur für „Licht, Raum und Kommunikation“ an der Hochschule Wismar.

## Projekte (Auswahl)
- Shanghai World Financial Center
- Terra Minerralia, Schloss Freudenstein
- The Squaire, Frankfurt am Main
- Highlight Munich Business Tower, München
- Post Tower, Bonn
- Zwinger, Dresden
- Skyline Tower Osram HQ, München
- Schmuckwelten, Pforzheim
- Bundesrat, Berlin
- Joe and Rika Mansueto Library, Chicago

## Auszeichnungen (Auswahl)
- 2002: FX International Interior Design Award, Best Office Lighting
- 2004: IALD Award of Merit, Kategorie: Corporate Design, Deutsche Post Tower
- 2005: IALD Award of Xcellence, Kategorie Corporate Design, Ärztekammer Berlin
- 2006: GE Edison Award, Award of Merit, Highlight Munich Business Tower
- 2010: Wettbewerb Lichtplanung 1. Preis, Dresdner Zwinger
- 2011: Der Deutsche Lichtdesign Preis, Kategorie: Museum Lighting, Terra Mineralia Schloss Freudenstein
- 2012: Illumni Infinity Award, Kategorie: Civic Lighting, Joe and Rika Mansueto Library